# Skrinläggning

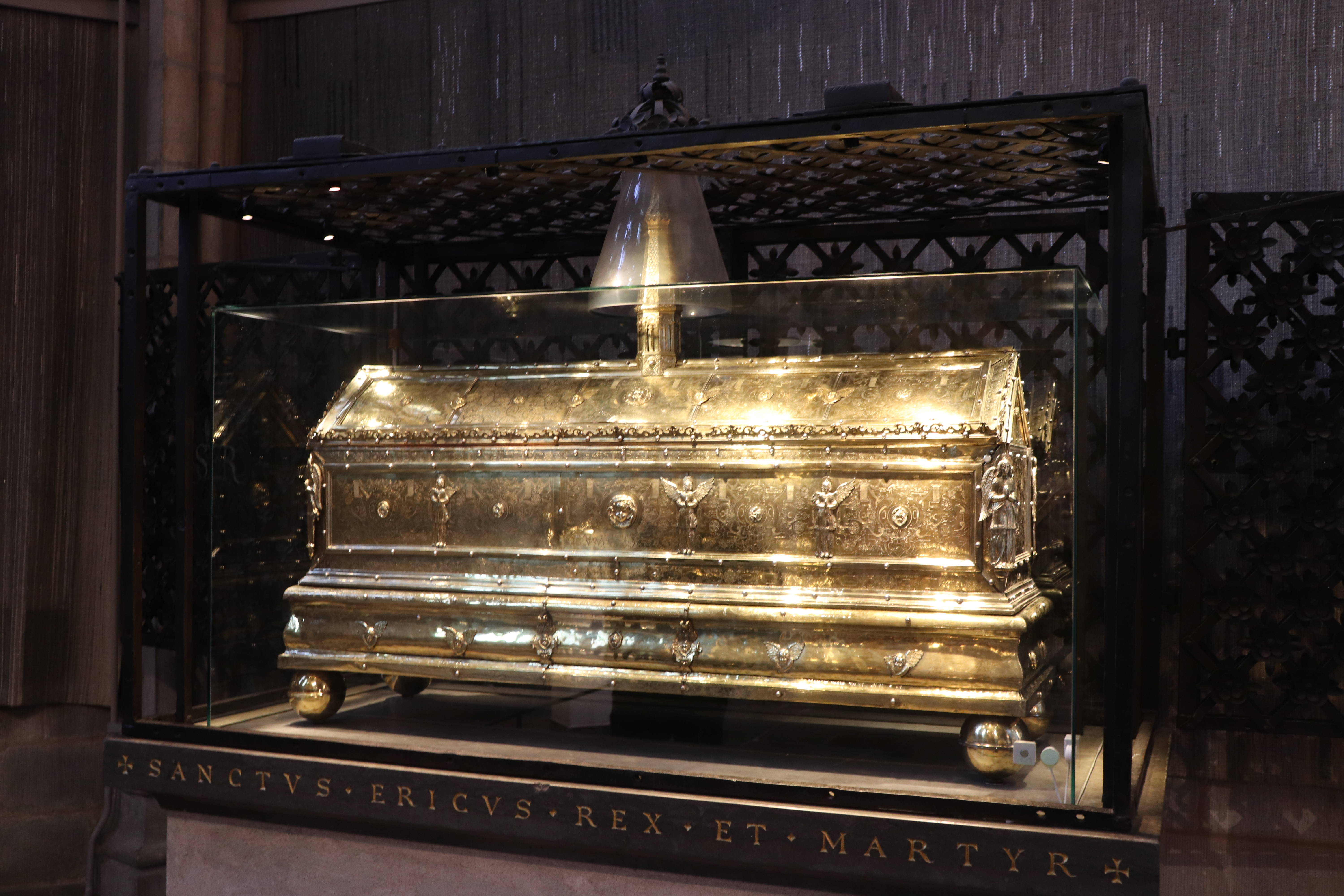
Erik den heliges relikskrin i Uppsala domkyrka

Skrinläggning eller translation är när ett helgons reliker flyttas från en grav till ett relikskrin.

## Källhänvisningar
1. ↑   Translation i Nationalencyklopedins nätupplaga. Läst 22 juli 2014.